# Parc nacional de la vall d'Ajar
La reserva natural de la vall d'Ajar és una zona protegida a l'Afganistan, situada a la Província de Bamiyan. Va ser designada reserva natural a principis del segle XX després que la família reial afganesa hagués utilitzat la zona per caçar. La UICN la considera com una de les zones naturals més importants de l'Afganistan i va ser proposada per a un parc nacional el 1981. El furtivisme encara és un problema a la vall i la protecció ha estat implicada per la guerra. Especialment amenaçada és la població de cabrits.